# Estoril Open 2000
Die Estoril Open 2000 sind der Name eines Tennisturniers der WTA Tour 2000 für Damen sowie eines Tennisturniers der ATP Tour 2000 für Herren, welche zeitgleich vom 8. bis zum 16. April 2000 in Oeiras stattfanden.